# TCS Canal 6
Canal 6 é uma rede de televisão salvadorenha da empresa TCS.

## Slogans
- Somos YSR Canal 6
- Mucho por descubrir (Muito para descobrir)
- Canal 6
- Conectate (Conectar)